# Ramiro III. Leonski
Ramiro III. (961. – 985.) bio je kralj Leona.

## Životopis
Ramiro je rođen 961. godine. Bio je sin Sanča I. Debelog, koji je bio poznat po debljini. Naslijedio ga je kad mu je bilo samo pet godina.
Njegova teta Elvira Ramírez Leonska, časna sestra, te njegova majka Terezija Ansúrez, bile su mu regentice.
Tijekom njegove vladavine poduprijeto je svećenstvo.
Oženio je Sanču, kćer Gomeza, jednog grofa.
Umro je 985. godine, a naslijedio ga je Bermudo II. Leonski.